# Chen Yuefang
Chen „Big Chen” Yuefang (chiń. upr. 陈月芳; pinyin Chén Yuèfāng; ur. 1 maja 1963 w Yinchuan, zm. 18 września 2000 w Lanzhou) – chińska koszykarka, występująca na pozycji środkowej, reprezentantka kraju, multimedalistka międzynarodowych imprez koszykarskich.

## Osiągnięcia
Na podstawie, o ile nie zaznaczono inaczej.

### Reprezentacja
- Mistrzyni igrzysk azjatyckich (1982)
- Brązowa medalistka:
  - olimpijska (1984)[3][4][5][6]
  - mistrzostw świata (1983)[7]
  - kwalifikacji olimpijskich (1984 – 1. miejsce)[8]